# Tribunaal inzake vorderingen tussen Iran en de Verenigde Staten
Het Iran-Verenigde Staten Claims Tribunaal, afkorting IUSCT, is een internationaal tribunaal dat arbitrage verricht inzake de financiële afwikkeling van de nationalisatie van Amerikaanse bezittingen in Iran. Een en ander is gerelateerd aan de gijzeling van personen in de Amerikaanse ambassade destijds in Teheran.
Het tribunaal is tot stand gekomen als uitvloeisel van een overeenkomst tussen Iran en de Verenigde Staten op 19 april 1981 in Algiers. In ruil voor vrijlating van de gijzelaars, werden in de VS de bevroren Iraanse tegoeden vrijgegeven. Het tribunaal kreeg tot taak om de claims van Amerikaanse ingezetenen op Iran inzake genationaliseerde bezittingen te arbitreren.

## Zetel en werkwijze
Het tribunaal is gevestigd in Den Haag. De eerste zitting werd gehouden in het Vredespaleis op 1 juli 1981. Sinds april 1982 heeft het tribunaal in Den Haag een eigen locatie.
Het tribunaal bestaat uit negen arbiters: drie benoemd door de regering van Iran, drie benoemd door de regering van de Verenigde Staten, en drie afkomstig uit andere landen, benoemd door de voorgaande zes arbiters. Individuele claims worden behandeld in een kamer met drie rechters. Het volledige tribunaal behandelt geschilpunten tussen de twee regeringen alsmede (belangrijke) zaken die door de kamers zijn doorverwezen.
Het tribunaal hanteert de regels voor arbitrage van de United Nations Commission on International Trade Law (UNCITRAL), na aanpassing van deze regels door beide regeringen en door het tribunaal.
De regeringen worden bij het tribunaal elk vertegenwoordigd door een agent. Deze agent verzorgt ook de communicatie met de eigen ingezetenen inzake de behandeling van hun claims.

## Jurisdictie
Het tribunaal heeft jurisdictie om te beslissen over:
- claims van ingezetenen van de Verenigde Staten tegen Iran (en tegen Iraanse staatsondernemingen), welke in verband staan met de nationalisatie van Amerikaanse bezittingen door Iran,
- claims van ingezetenen van Iran tegen de Verenigde Staten,
- bepaalde claims tussen bankinstellingen in beide landen,
- bepaalde claims tussen de regeringen van beide landen,
- de interpretatie en uitvoering van de overeenkomst van 19 april 1981 in Algiers.

Claims die tijdig - dat wil zeggen voor 19 januari 1982 - bij het tribunaal zijn ingediend vallen vanaf dat moment buiten de jurisdictie van enig ander hof in Iran, in de VS of elders.

## Voortgang
De claims van bedrijven en particulieren zijn goeddeels afgehandeld. Eisers in de VS hebben ruim 2,5 miljard dollar ontvangen van Iran. Dit is betaald uit een geblokkeerde rekening bij De Nederlandsche Bank op naam van de Centrale Bank van Algerije.
Wederzijdse claims van de twee regeringen zijn nog steeds in behandeling.